# Tsuguko (księżniczka)
Księżniczka Tsuguko (jap. 承子女王 Tsuguko-joō; ur. 8 marca 1986 w Tokio) – japońska księżniczka, najstarsza córka księcia Norihito i jego żony, księżnej Hisako. Należy do japońskiej rodziny cesarskiej Takamado. Jest krewną w linii pobocznej drugiego stopnia 126. cesarza Naruhito. Jej symbolem jest Lespedeza (jap. ハギ hagi).

## Życiorys

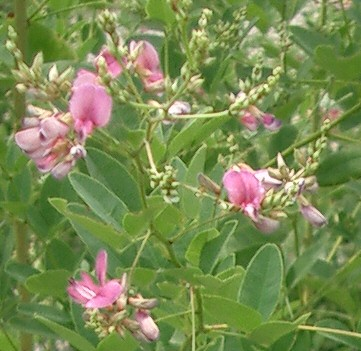
Lespedeza – symbol księżniczki Tsuguko

Urodziła się 8 marca 1986 roku w szpitalu w Minato, Tokio jako pierwsza z córek księcia Norihito i księżnej Hisako. Ma dwie młodsze siostry Noriko i Ayako.
Po ukończeniu szkoły podstawowej Gakushūin, gimnazjum i liceum dla dziewcząt rozpoczęła naukę na uniwersytecie dla kobiet, ale po roku zrezygnowała z nauki, by podjąć studia za granicą, na Uniwersytecie Edynburskim w Wielkiej Brytanii. Po powrocie do Japonii przeniosła się na Uniwersytet Waseda i została pełnoetatowym pracownikiem kontraktowym Japońskiego Komitetu UNICEF, a także honorową przewodniczącą Japońskiej Federacji Łuczniczej i Japońskiego Związku Squasha.

## Genealogia
| Księżniczka Tsuguko | Ojciec: Książę Akishino (Fumihito) | Dziadek: Książę Mikasa     | Pradziadek: Cesarz Taishō              |
| Księżniczka Tsuguko | Ojciec: Książę Akishino (Fumihito) | Dziadek: Książę Mikasa     | Prababcia: Cesarzowa Teimei            |
| Księżniczka Tsuguko | Ojciec: Książę Akishino (Fumihito) | Babcia: Księżniczka Mikasa | Pradziadek: Masanari Takagi            |
| Księżniczka Tsuguko | Ojciec: Książę Akishino (Fumihito) | Babcia: Księżniczka Mikasa | Prababcia: Kuniko Takagi               |
| Księżniczka Tsuguko | Matka: Księżniczka Hisako          | Dziadek: Shigejiro Tottori | Pradziadek: Tamesaburō Tottori         |
| Księżniczka Tsuguko | Matka: Księżniczka Hisako          | Dziadek: Shigejiro Tottori | Prababcia: Hisashi (Hisayoshi) Tottori |
| Księżniczka Tsuguko | Matka: Księżniczka Hisako          | Babcia: Fumiko Tomoda      | Pradziadek: Jirō Tomoda                |
| Księżniczka Tsuguko | Matka: Księżniczka Hisako          | Babcia: Fumiko Tomoda      | Prababcia: Moriko Tomoda               |